# Špela Grošelj
Špela Grošelj, slovenska pevka, TV-voditeljica, * 8. januar 1985, Domžale.
V mladosti je pela v otroškem in mladinskem pevskem zboru RTV Slovenija. Med letoma 2002 in 2003 je bila članica najstniške skupine Foxy Teens, v letih 2004–2010 pa članica skupine Atomik Harmonik. Leta 2010 je začela s samostojno glasbeno kariero.
Leta 2009 je sodelovala v ljubezenskem radijskem šovu Osvoji srce Špele Grošelj na Radiu Hit. Bila je žirantka v oddaji Gospodinje pojejo (Golica TV, 2012–2013). Vlogo TV-voditeljice je začela na Golica TV, nato pa leta 2016 prestopila na Planet TV. Tam je sprva sodelovala v komentatorski oddaji Brez cenzure (Bilo je nekoč, Kmetija: Nov začetek), nato pa je vodila 1. sezono oddaje The Biggest Loser Slovenija (2017).
Leta 2019 je sodelovala v 3. sezoni šova Zvezde plešejo (eden izmed tekmovalcev je tudi njen fant nekdanji vojak Gregor Poljanec).

## Diskografija
- Moč srca (2010)
- Prihajam domov (2010)
- Poljubi moje ustnice (2010)
- Čez leto ali dve (z Domnom Kumrom) (2011)
- V tretje rado gre (2011)
- Bog za naju sreče ni izbral (2011)
- Gremo na obalo (s Špelo Kleinlercher) (2012)
- Češnja na torti (2013)
- Glavo pokonci! (2013)
- Cmok, cmok (2014)
- Najina pomlad (2014)
- Lajf (2016)
- Nostalgija (2017)
- Vino in kitara ( z Domom Kumrom) (2020)
- Mleko in med ( z Domom Kumrom) (2021)

Avtor večine njenih pesmi je Domen Kumer, sodelovala pa je tudi z Martinom Štibernikom, Matjažem Vlašičem in Daretom Kauričem.